# Voimhaut

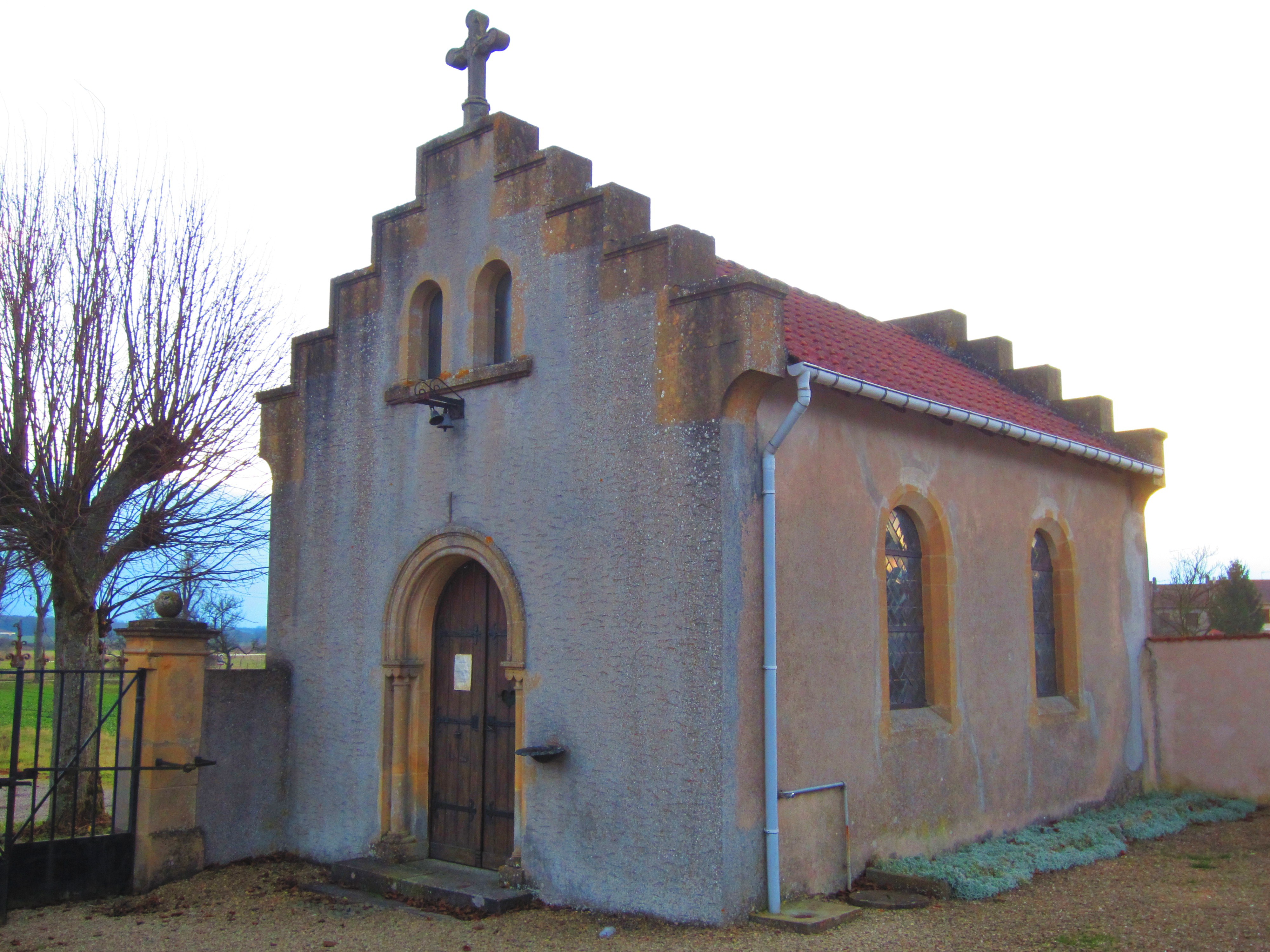
Kapelle Notre-Dame

Voimhaut (lothringisch Wémhaut) ist eine französische Gemeinde mit 252 Einwohnern (Stand 1. Januar 2022) im Département Moselle.

## Geographie
Die Gemeinde liegt an der Französischen Nied, die die südliche Gemeindegrenze markiert, etwa 22 Kilometer südöstlich von Metz und  14 Kilometer westlich von Faulquemont (Falkenberg).

## Geschichte
Das Dorf wurde 1316 erstmals als Waimwalz erwähnt, dann als  Wamhevalz (1421). Die Ortschaft gehörte früher zum Bistum Metz, einem Fürstbistum des Heiligen Römischen Reichs. Im Jahr 1552 wurde der Ort mitsamt dem Bistum von Frankreich besetzt und annektiert, das sich den Besitz 1648 im Westfälischen Frieden bestätigen lassen konnte.
Die silberne Burg auf dem Gemeindewappen ist das Attribut der Familie Sauterize, die die Herrschaft über Voimhaut hatte. Die Lilie erinnert an die 1663 erfolgte Annexion des Metzer Landen einschließlich Voimhaut durch Frankreich (in der französischen Geschichtsschreibung als Wiedervereinigung bezeichnet).
Durch den Frankfurter Frieden vom 10. Mai 1871 kam das Gebiet von Frankreich an Deutschland und das Dorf wurde dem Kreis Bolchen im Bezirk Lothringen des Reichslandes Elsaß-Lothringen zugeordnet. Französisch blieb aber Amts- und Umgangssprache.
Die Dorfbewohner betrieben Getreide-, Wein-, Obst- und Gemüsebau sowie Viehzucht; im Ort gab es eine Gipsmühle.
Nach dem Ersten Weltkrieg musste das Gebiet aufgrund der Bestimmungen des Versailler Vertrags 1919 an Frankreich abgetreten werden. Im Zweiten Weltkrieg war die Region von der deutschen Wehrmacht besetzt, und die Ortschaft stand bis 1944 unter deutscher Verwaltung.
Das Dorf trug 1915–1919 den Namen Wainwalz und 1940–1944 den Namen Weintal.

### Bevölkerungsentwicklung
| Jahr      | 1962 | 1968 | 1975 | 1982 | 1990 | 1999 | 2007 | 2019 |
| Einwohner | 160  | 174  | 160  | 149  | 151  | 174  | 249  | 253  |

## Belege
1. 1 2  Eugen H. Th. Huhn: Deutsch-Lothringen. Landes-, Volks- und Ortskunde, Stuttgart 1875,  S. 372 (google-books.com).
2. ↑  Wappenbeschreibung auf genealogie-lorraine.fr (französisch)